# NGC 5753
NGC 5753 est une vaste et lointaine galaxie spirale située dans la constellation du Bouvier. Sa vitesse par rapport au fond diffus cosmologique est de 18 041 ± 11 km/s, ce qui correspond à une distance de Hubble de 266 ± 19 Mpc (∼868 millions d'al). NGC 5753 a été découverte par l'astronome irlandais Lawrence Parsons en 1878.
Selon la base de données Simbad, NGC 5753 est une galaxie LINER, c'est-à-dire une galaxie dont le noyau présente un spectre d'émission caractérisé par de larges raies d'atomes faiblement ionisés.

## Arp 297
L'image dans l'atlas des galaxies particulières de Halton Arp montre quatre galaxies (NGC 5752 à NGC 5755), aussi plusieurs références incluent ces quatre galaxies dans Arp 297. Cependant, les notes d'Arp révèlent clairement qu'il ne considérait que deux galaxies, soit NGC 5752 et NGC 5754.

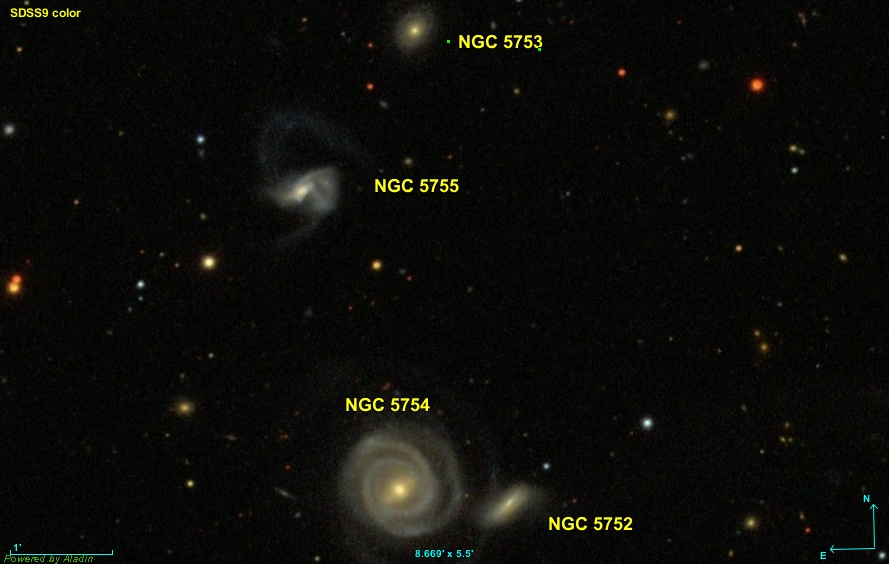
Arp 247 ne comprend que les galaxies NGC 5753 et NGC 5754.

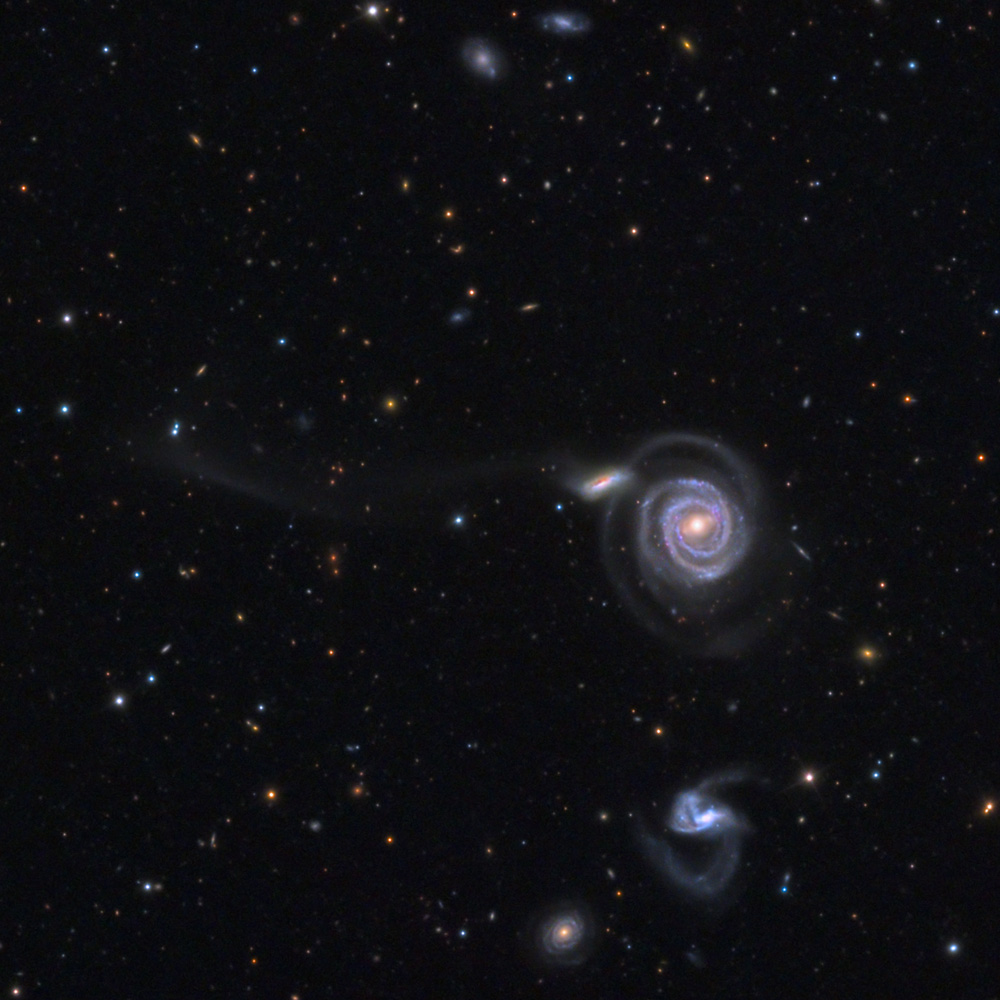
NGC 5752, NGC 5753, NGC 5754 et NGC 5755 par Adam Block (Observatoire du mont Lemmon/Université de l'Arizona)..